# Eberbach-Seltz
Pour les articles homonymes, voir Seltz (homonymie).
Eberbach près Seltz (abrégé officiellement en Eberbach-Seltz), anciennement dit Neudorf, est une commune française située dans la circonscription administrative du Bas-Rhin et, depuis le 1er janvier 2021, dans le territoire de la Collectivité européenne d'Alsace, en région Grand Est.
Cette commune se trouve dans la région historique et culturelle d'Alsace.

## Géographie
Village de 396 habitants (recensement de 2006) situé dans le département du Bas-Rhin à l'extrémité nord-est de la région Alsace, à soixante kilomètres au nord de Strasbourg, à dix kilomètres à l'ouest du Rhin, et à une distance équivalente de la frontière allemande au nord.
|              | Oberlauterbach |             |
| Croettwiller | Eberbach-Seltz | Wintzenbach |
|              | Niederrœdern   |             |

### Hydrographie
La commune est dans le bassin versant du Rhin au sein du bassin Rhin-Meuse. Elle est drainée par le ruisseau l'Eberbach,.

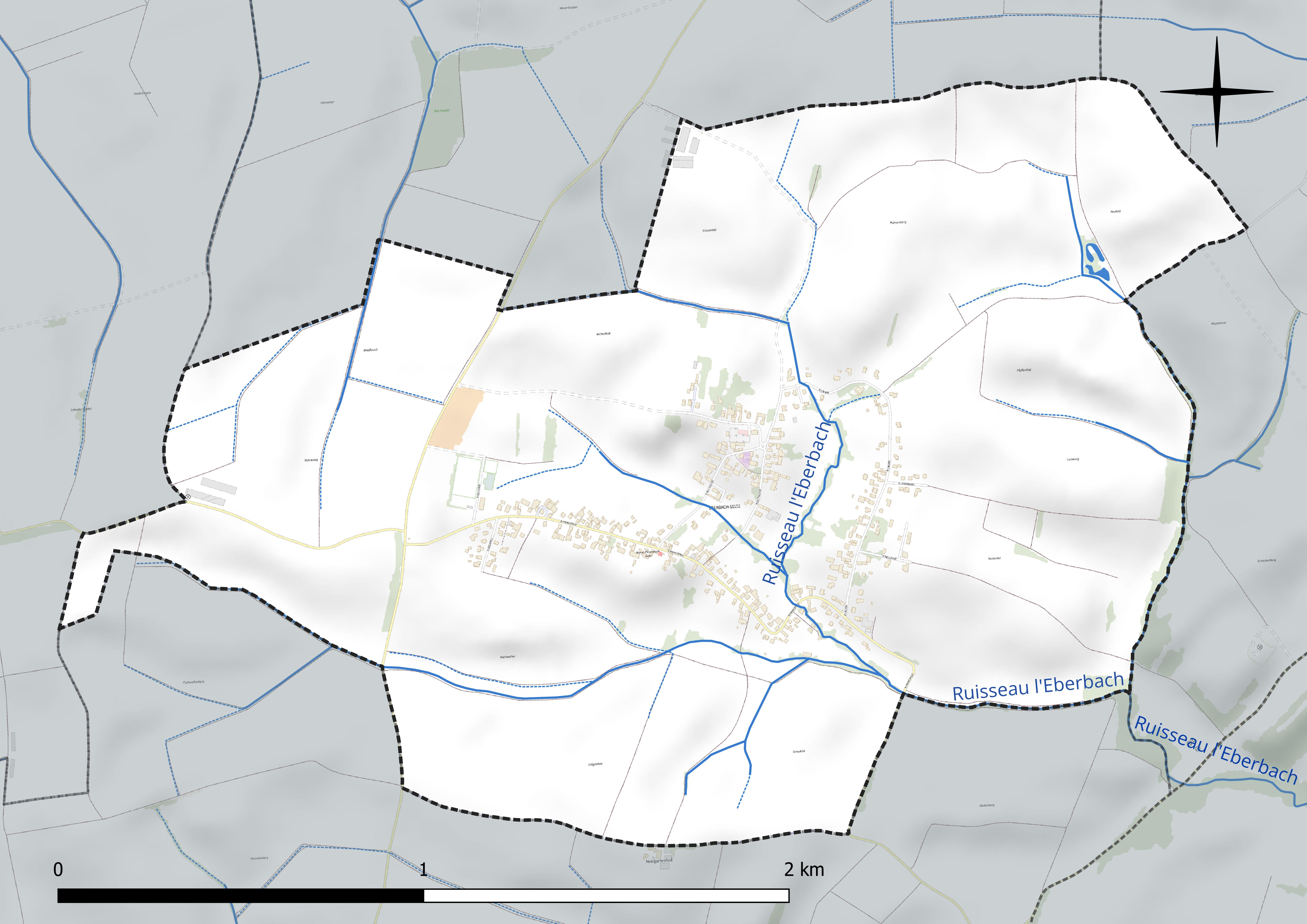
Réseau hydrographique d'Eberbach-Seltz.

### Climat
Pour des articles plus généraux, voir Climat du Grand Est et Climat du Bas-Rhin.
En 2010, le climat de la commune est de type climat des marges montargnardes, selon une étude du Centre national de la recherche scientifique s'appuyant sur une série de données couvrant la période 1971-2000. En 2020, Météo-France publie une typologie des climats de la France métropolitaine dans laquelle la commune est exposée à un climat semi-continental et est dans la région climatique  Alsace, caractérisée par une pluviométrie faible, particulièrement en automne et en hiver, un été chaud et bien ensoleillé, une humidité de l’air basse au printemps et en été, des vents faibles et des brouillards fréquents en automne (25 à 30 jours). 
Pour la période 1971-2000, la température annuelle moyenne est de 10,6 °C, avec une amplitude thermique annuelle de 17,8 °C. Le cumul annuel moyen de précipitations est de 887 mm, avec 10,6 jours de précipitations en janvier et 10,2 jours en juillet. Pour la période 1991-2020, la température moyenne annuelle observée sur la station météorologique de Météo-France la plus proche, « Scheibenhard », sur la commune de Scheibenhard à 8 km à vol d'oiseau, est de 11,8 °C et le cumul annuel moyen de précipitations est de 739,0 mm. 
La température maximale relevée sur cette station est de 38,8 °C, atteinte le 7 août 2015 ; la température minimale est de −15,2 °C, atteinte le 11 janvier 2009,,. 
Les paramètres climatiques de la commune ont été estimés pour le milieu du siècle (2041-2070) selon différents scénarios d'émission de gaz à effet de serre à partir des nouvelles projections climatiques de référence DRIAS-2020. Ils sont consultables sur un site dédié publié par Météo-France en novembre 2022.

## Urbanisme

### Typologie
Au 1er janvier 2024, Eberbach-Seltz est catégorisée commune rurale à habitat dispersé, selon la nouvelle grille communale de densité à sept niveaux définie par l'Insee en 2022.
Elle est située hors unité urbaine et hors attraction des villes,.

### Occupation des sols
L'occupation des sols de la commune, telle qu'elle ressort de la base de données européenne d’occupation biophysique des sols Corine Land Cover (CLC), est marquée par l'importance des territoires agricoles (87,1 % en 2018), une proportion identique à celle de 1990 (87,1 %). La répartition détaillée en 2018 est la suivante : 
terres arables (87,1 %), zones urbanisées (12,9 %). L'évolution de l’occupation des sols de la commune et de ses infrastructures peut être observée sur les différentes représentations cartographiques du territoire : la carte de Cassini (XVIIIe siècle), la carte d'état-major (1820-1866) et les cartes ou photos aériennes de l'IGN pour la période actuelle (1950 à aujourd'hui).

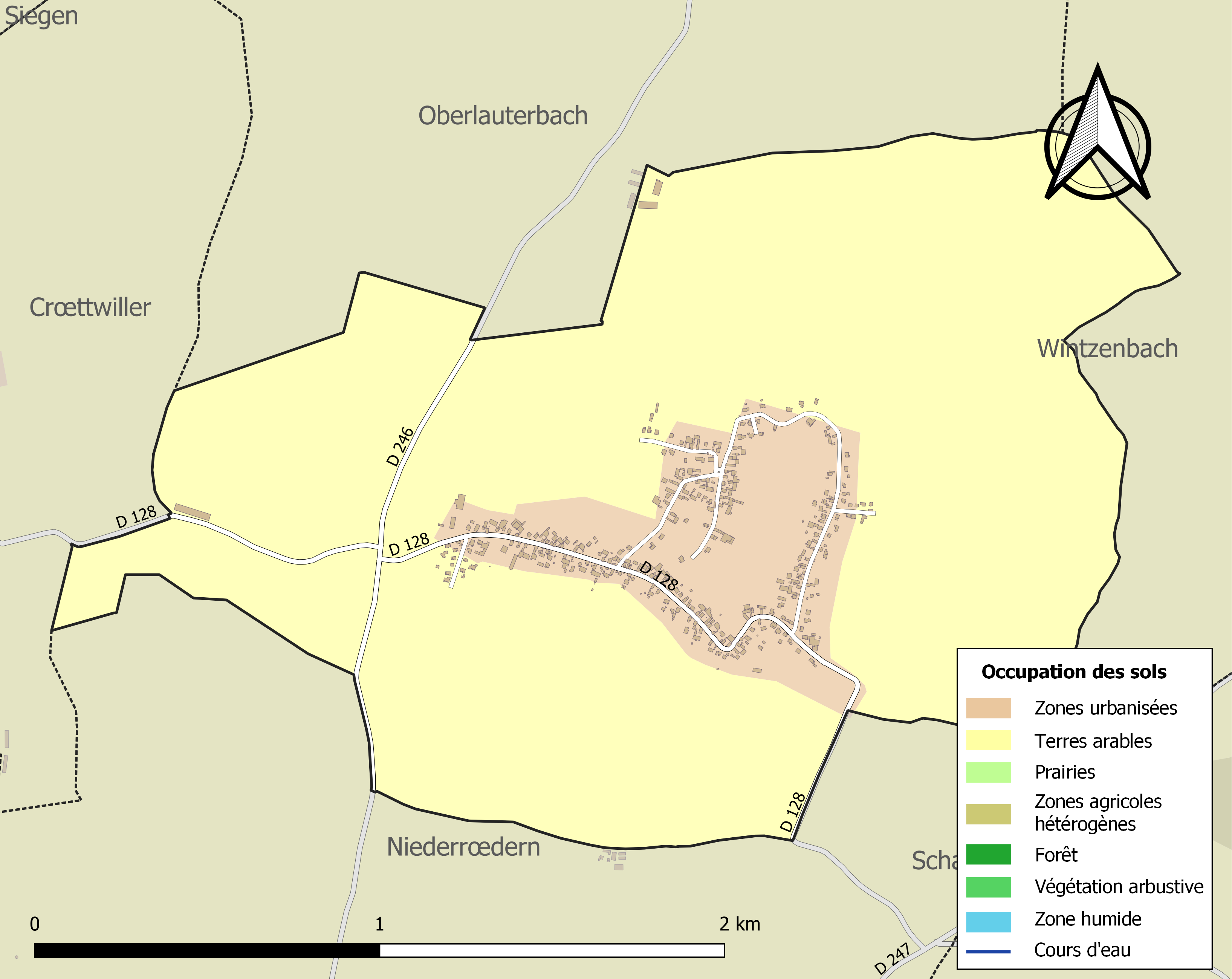
Carte des infrastructures et de l'occupation des sols de la commune en 2018 (CLC).

## Toponymie
- D'un nom de personne germanique Ebero + bach ou de Eber « sanglier » + bach. Le linguiste allemand Theo Vennemann prétend que Eber ne signifie pas « sanglier » mais est une vieille racine *ebr apparentée au basque ibar, « vallée ».

Äwerbàch en francique méridional.

## Histoire
Jusqu'au XVIIIe siècle, l'histoire ne nous apprend que peu de choses sur l'existence humaine sur le site actuel de la commune.
Des fragments de poterie attestent de son occupation à la fin de l'époque gallo-romaine (IVe siècle). La localité d'Eberbach est créée par l'abbaye bénédictine de Seltz, fondée par l'impératrice Adélaïde vers la fin du premier millénaire. L'empereur Frédéric Ier Barberousse confirme cette possession. Il y libère les serfs en 1187.
En 1442, la localité faisait partie du fief des barons de Fleckenstein. Ravagé par les guerres et la peste, village en ruine et sans vie, le ban de la commune est incorporé en 1536 au ban commun de Niederrœdern, Wintzenbach et Oberlauterbach. Le village avait disparu.

### Le Eberhof
Créée par l'abbaye bénédictine de Seltz en 995, la ferme Eberhof est propriété de l'abbaye jusqu'en 1163, date à laquelle l'empereur Frédéric Ier Barberousse donna ses biens du fief de Sainte Adélaïde à l'abbaye de Königsbrück (fondée vers 1140), qui en resta propriétaire jusqu'à la Révolution française de 1789.
Implantée sur le ban de la localité, la ferme Eberhof, d'environ 34 ha, est exploitée par un fermier. Les moutons de l'Eberhof pouvaient paître dans le ban mercredi et jeudi contre 6 pains et 7 fromages l'an. La ferme Eberhof était la seule rescapée des invasions et guerres, et pendant deux siècles (XVIe et XVIIe) la seule exploitation agricole sur le site de la commune.
Pendant la Révolution, les biens du clergé sont déclarés biens nationaux. La ferme n'échappe pas à cette règle. Louée d'abord à Adam Weiss d'Eberbach et David Debus de Niederrœdern pour trois ans, elle est ensuite vendue comme bien national à Schmitt, commerçant à Landau, puis à Meissert qui, mis en faillite, doit la céder à son créancier Auscher de Lauterbourg. En 1812, Auscher la revend en 39 petits lots, le premier comprenant la maison d'habitation à un étage, deux granges, l'étable, la cour, le potager, la maison du berger et 48 ares de terres. Elle était alors exploitée par les mennonites Kraebihl.
Abandonné en 1905, le lot comprenant les bâtiments est vendu en 1906 à deux citoyens d'Eberbach qui démolirent les bâtisses pour en réutiliser les matériaux.
La ferme Eberhof était située près du Neugartenhof (ancêtre du Schrammhof), un peu en contrebas vers l'est en direction du village d'Eberbach. Quelques vestiges confirment encore son emplacement au milieu du XXe siècle.

### Naissance d'un nouveau village
Plus récent que les villages aux alentours, Eberbach fut fondé sous le règne de Louis XIV. Le 1er mars 1701 fut rédigé l'acte de création par les barons de Fleckenstein du nouveau village ou « Neudorf », appelé Eberbach. Il est implanté sur le ban commun de Niederrœdern, Wintzenbach et Oberlauterbach.
Le ban, appartenant à ces communes, était d'une grande étendue. Partiellement, il consistait en biens incultes, forêts et autres terres en friche. Selon une ordonnance royale de 1682, les terres incultes en Alsace devaient être mises en valeur. En un lieu convenu, les volontaires pourront construire des maisons, des granges, des écuries. Chacun recevra un emplacement de deux acres (48 ares) pour les bâtiments et le jardin. D'après l'ordonnance royale de 1687, tous ceux qui défricheront les terres doivent les posséder et en jouir, et seront libérés de la dîme pendant les douze premières années.
Pour favoriser le développement rapide du village, les seigneurs de Fleckenstein accordent eux aussi des avantages substantiels. Tous ceux qui bâtissent des maisons à un étage sont pleinement exempts pendant trois ans des servitudes et charges seigneuriales. Pour les maisons à deux étages, l'exemption est de six ans. En ce qui concerne les pâturages, les habitants des trois villages et ceux du futur « village neuf» doivent en jouir en commun.
Les premiers habitants viennent principalement d'Allemagne, mais aussi de Suisse et des provinces françaises. L'état civil est assuré par Niederrœdern jusqu'en 1722, date à laquelle les Rohan, successeurs des Fleckenstein, donnèrent un ban à Eberbach qui devient alors commune autonome. Les noms des pionniers figurant sur les registres de l'époque : Stoltz, Royer, Saali, Walter, Weber, Heintzelmann, Pfaff…, sont toujours en vigueur.
Les premières maisons sont construites dès 1702-1703. La population augmente rapidement. Elle est d'environ 200 habitants en 1720 ; elle atteint 401 habitants en 1900. L'école construite en 1730 est remplacée en 1830. La mairie-école date de 1882. À cette époque, l'école accueillait une centaine d'élèves répartis sur deux classes. Le village est électrifié après la Première Guerre mondiale ; l'eau courante n'est installée que quarante ans plus tard.
La population entièrement agricole vit chichement pendant plus de deux siècles des produits de la polyculture. Avec le remembrement des terres, l'évolution technologique, la mécanisation, la construction de l'Europe, la majorité des habitants s'oriente vers l'industrie et le travail frontalier. Aujourd'hui, quelques rares paysans, fortement mécanisés, cultivent l'ensemble des terres. La culture de maïs remplace la polyculture d'autrefois.
Pendant les dernières décennies du XXe siècle, le village connaît un essor important. Les travaux d'assainissement sont réalisés, le réseau routier est entièrement rénové.
Le village se modernise : salle des fêtes, complexe sportif, associations sportives et culturelles, grâce au dévouement de la population et des élus locaux. De nouveaux quartiers ou maisons individuelles voient le jour.

### Vie paroissiale
À l'origine, Eberbach dépend de la paroisse de Niederroedern puis de celle de Wintzenbach. La paroisse d'Eberbach est créée en 1758, confirmant un essor initié dès les années 1720. L'église est construite en 1732, remplaçant une construction primitive. La paroisse devient indépendante de 1802 à 1808 mais redevient par la suite filiale de Wintzenbach avant d'acquérir une indépendance définitive en 1820.
L'église et le cimetière (datant de 1722) sont situés à l'endroit le plus élevé du village. Se révélant trop petit, le sanctuaire est agrandi en 1867 puis aménagé au fur et à mesure : le maître-autel en 1868, la chaire en 1872, les autels latéraux en 1874, le banc de communion en 1876, les vitraux et l'orgue qui remplace l'ancien harmonium en 1894.
La tour, couverte d'ardoise en 1869, est considérablement endommagée par la tempête de 1905. Elle doit subir de gros travaux l'année suivante. L'église, endommagée pendant les dernières guerres, est chaque fois restaurée. Elle est en même temps agrandie après la Deuxième Guerre mondiale sur l'initiative du curé Adolphe Fuger. L'église Saint-Louis est aujourd'hui un bel édifice.
La chronique paroissiale rapporte également l'installation et le baptême des différentes cloches de l'église.
La première, dont on ne dispose pas d'informations sur sa mise en place, est refondue en 1866 aux frais des habitants de la commune sous l'administration de MM. Bersch Jacques, curé ; Weber Michel, maire ; parrain : Arth André ; marraine : Arth Marguerite. Cette première cloche fut confisquée par les Allemands pendant la Première Guerre mondiale pour la fabrication d'obus.
Une deuxième cloche fut ajoutée en 1906 sous l'administration de MM. Jung Joseph, curé ; Heintzelmann Joseph, maire ; parrain : Foeller Michel ; marraine : Heintzelmann Catherine. Cette cloche devait subir le même sort que la précédente ; les événements en ont décidé autrement.
Celle confisquée par les Allemands fut remplacée en la fête de l'armistice le 11 novembre 1923 aux frais des paroissiens sous l'administration de MM. Trieb Adolphe, curé ; Muster Antoine, maire ; parrains : Krieg Joseph, Saali Jean, Marbach Laurent ; marraines : Stoltz Caroline, Walter Thérèse, Kraemer Marie-Anne.

### Origine plus détaillée
Une thèse non confirmée (Meine Eberjagd) parle de la migration des Eburons (200 ans av. J.-C.) dont l'emblème était le sanglier. Celui-ci était opposé au coq gaulois par son tempérament sauvage, agressif, fort, guerrier, tout pour intimider l'adversaire. Il n'est donc pas impossible que lors de cette pérégrination du Caucase vers la presqu'île Ibérique, un groupe de cette peuplade ne se soit sédentarisé jadis sur ce coin de terre pour une certaine période. Jusqu'au XVIIIe siècle, l'histoire ne nous apprend que peu de choses sur l'existence humaine sur le site actuel de la commune.
Des fragments de poterie attestent de son occupation à la fin de l'époque gallo-romain (IVe siècle).
La localité d'Eberbach est créée par l'abbaye bénédictine de Seltz, fondée par l'impératrice Adélaïde vers la fin du premier millénaire. L'empereur Frédéric 1er Barberousse confirme cette possession. Il y libère les serfs devenant des paysans libres (vilains) en 1187. Créée par l'abbaye bénédictine de Seltz en 995, la ferme Eberhof est propriété de l'abbaye jusqu'en 1163, date à laquelle l'empereur Frédéric Ier Barberousse donna ses biens du fief de Sainte-Adélaïde à l'abbaye des cisterciennes de Königsbrück (fondée vers 1140), qui en resta propriétaire jusqu'à la révolution française de 1789.
Implantée sur le ban de la localité, la ferme Eberhof, d'environ 34 hab. est exploitée par un fermier. Les moutons de l'Eberhof pouvaient paître dans le ban mercredi et jeudi contre 6 pains et 7 fromages l'an. La ferme Eberhof était la seule rescapée des invasions et guerres, et pendant deux siècles (XVIe et XVIIe) la seule exploitation agricole sur le site de la commune. À la fin du XIVe siècle, la ferme d'Eberbach disposait d'un cheptel considérable, 15 vaches, 8 bœufs, 21 chevaux et 440 moutons.
En 1442, la localité faisait partie du fief des barons de Fleckenstein. Ravagé par la guerre des paysans et la peste, village en ruine et sans vie, le ban de la commune est incorporé en 1536 au ban commun de Niederrœdern, Wintzenbach, et Oberlauterbach. Il reste à admettre que quelques habitations aient survécu.
En vertu d'un édit de Louis XIV visant à remettre en valeur les terres en friches, (1682 et 1687) les barons du Fleckenstein prirent la décision de faire renaître la localité entièrement ravagée. La charte historique a été signée le 1er mars 1701. Une traduction officielle a pu être sauvée durant la dernière guerre.

### Eberbach, un village disparu ressuscité par le baron de Fleckenstein
À l'origine, Eberbach était un hameau qui s'était développé à proximité de la ferme, le Eberhof, fondé par l'abbaye de Seltz au XIe siècle. Mais il fut totalement ravagé et abandonné lors de la terrible guerre de Trente ans. À la place, ce ne fut pendant longtemps que terres en friche, sur lesquelles les habitants des communautés voisines de Niederrœdern, Wintzenbach et Oberlauterbach envoyaient leurs troupeaux en pâturage.
Or, tout au début du XVIIIe siècle, le baron Heinrich-Jacob von Fleckenstein et son fils Friedrich-Jacob prirent, après mûre réflexion, la décision de recréer la localité disparue. Leur décision historique entra en vigueur le 1er mars 1701, en vertu d'une charte signée par eux au château de Niederrœdern.
L'idée des barons, disent-ils, est ancienne. Elle a été possible parce qu'ils ont pu enfin trouver sur place des personnes tentées par cette entreprises. Elle date sûrement de l'époque où le pouvoir royal désireux de rendre l'ancienne prospérité à l'Alsace prit en 1682 et en 1687 des ordonnances favorisant le défrichement des terres incultes. Celle de 1687 contenait notamment que ceux qui défrichaient et mettaient en labour devaient posséder les terres qu'il travaillaient et en jouir et être exempts des droits seigneuriaux comme la taille, la dîme du seigle ou Rauch-korn, l'argent des corvées et autres charges.
C'est un peu sur elle que les barons prirent modèle en édictant la charte de fondation du village neuf d'Eberbach.

### Exempt des charges seigneuriales
La zone à défricher consistait en un vaste ban communal, appartenant par indivis aux communautés de Niderrœdern, Wintzenbach, et Oberlauterbach. Curieusement, il n'est procédé à la soustraction d'aucune parcelle de ce Gemeine Bann pour l'attribuer spécialement aux nouveaux villageois. Sans doute pour ne pas rencontrer l'opposition des habitants de la prévôté de Niederrœdern. Le ban communal sera donc la propriété indivise de quatre communautés villageoises. Ce qui sera d'ailleurs à l'origine d'un conflit entre celles-ci vers la fin du XVIIIe siècle.
À ceux qui acceptaient de venir s'établir à Eberbach, qui acceptaient donc de devenir leurs vassaux, les barons de Fleckenstein s'engageaient à leur permettre de lotir le ban communal " en lieu convenable " et d'y construire leurs habitations, leurs granges et leurs écuries.
Pour chaque cheval qu'ils amèneront, il leur sera donné deux morgens (un emplacement de deux acres ou 48 ares) de terrain plus un jardin. Les privilèges, immunités, droits et franchises, dont ils jouiront à leur arrivée, s'établissent selon un système dégressif :  
- Ceux qui bâtiront à Eberbach des maisons à deux étages seront pleinement exempts de toutes les charges seigneuriales qu'il doivent aux barons de Fleckenstein pendant la durée de six ans. Mais, précision importante : à compter du 1er mars 1701. Il fallait donc se dépêcher.
- Ceux qui y bâtiront des maisons d'un étage le seront pour une durée de trois ans seulement, toujours à compter de la même date. Ces délais de six et trois écoulés, les colons devront commencer à verser au baron l'argent des corvées, au même titre que les autres sujets de la baronnie. Mais ils resteront exempts des autres charges seigneuriales jusqu'à ce que neuf années aient passé. Les premières maisons sont construites dès 1702-1703. La population augmente rapidement. Elle est d'environ 200 habitants en 1720. Ils devront commencer de payer leur quote-part à la taille. Mais ils resteront encore exempts des autres droits seigneuriaux comme :
  - la dîme du seigle, appelée Rauchkorn ;
  - les deux poules de moisson dues à la Saint-Jean-Baptiste pour chaque cheval ;
  - la rente de 2 rappen due à la Saint-Martin, jusqu'au terme de la douzième année.

Au sujet du droit de pâturage sur le plan communal commun aux quatre communautés, l'acte du 1er mars 1701 précise qu'il restera en la jouissance de ces quatre communautés. Il ajoute même que les bourgeois et sujets du village neuf pourront faire pâturer leurs moutons sur les bans particuliers de Niederrœdern, Wintzenbach et Oberlauterbach.

### Un peuplement retardé par la guerre
Dans leur acte du 1er mars 1701, Heinrich et Friedrich Jacob s'étaient notamment réjouis de ce que le récent retour à la paix leur ait enfin permis de réaliser un ancien projet.
Mais en 1701, ils ne se doutaient pas que peu de temps après l'Outre-forêt deviendrait le théâtre d'une nouvelle guerre, celle de la Succession d'Espagne. Trois campagnes 1704, 1705 et 1706 furent notamment disputées pour le contrôle des lignes de la Lauter.
Des combats eurent lieu dans les proches environs du nouveau village d'Eberbach, à Seltz, Niederrœdern et Hatten, dans le Ried autour du Fort-Louis. Il en résultait forcément un climat d'insécurité, guère propice à l'installation de nouveaux villageois. Les registres de la paroisse de Niederrœdern, dont Eberbach était la filiale, témoignent d'ailleurs du retard que prit en raison des guerres le peuplement du nouveau village.
Ce n'est qu'en 1708 que sont signalés les premiers arrivants. Ce sont Schilling, Steinmann, Scheiter, Stoltz et Beaulieu, qui est sans doute un soldat de l'armée française.
Il est donc fort à penser, qu'en raison de l'exemption de douze ans de certaines des charges féodales, le baron n'ait guère profité de la création du village neuf d'Eberbach. Puisqu'il s'éteignit à l'âge de 80 ans environ en 1720.

### D'où venaient les habitants?
Les registres paroissiaux de Niederrœdern donnent d'assez bons renseignements sur l'origine des nouveaux habitants d'Eberbach. Les familles installées avant 1714 étaient peu nombreuses. Parfois il s'agissait de soldats à nom français : Rouger ou Royer, La Violette ou Violat, Desamb. De Suisse provenaient Saledi (Saali), Kylli, Steinmann, Zinnesperger, puis Schwartz, Stoltz, Bildstein, Schön, Lehmann, Scheider, Kiefer de régions indéterminées. Jusqu'en 1714, en tout cas, on ne relève pas plus de quatre naissances ou décès par an. Mais à partir de 1714 on assiste à un essor prodigieux et jusqu'en 1720 on enregistre chaque année entre 12 et 21 baptêmes, ainsi que de nombreux mariages. Si les alliances entre « vieilles » familles sont nombreuses selon la tradition paysanne, des noms nouveaux ne cessent d'apparaître, venant d'Alsace, de Suisse, du Tyrol, de l'Allgäu, mais surtout de Bade, Palatinat, Wurtemberg. Et encore des noms à consonance française comme Beaulieu, Henrion, Cadot, Léonard, Lormang, Barbier, Vidile, Voca, Tirrang (Durand) mais dont l'origine n'est pas indiquée, contrairement aux autres cas. Ce qui peut autoriser à penser qu'ils habitaient Eberbach depuis des années eux aussi.
L'augmentation de population à partir de 1714 révèle en même temps qu'à partir de cette date toute l'Outre Forêt avec la fin de la guerre profitait d'un nouvel essor économique, chose confirmée par ailleurs.
Pour Eberbach nous avons établi une première liste concernant le second afflux d'habitants, à partir de 1714. Quant aux noms existant encore de nos jours dans la commune, pour les plus anciens le lieu d'origine ne peut être établi (Royer, Stoltz…). Par contre on constate que les Heintzelmann vinrent de Trachtelfingen (Trochtelfingen ; jusque aujourd'hui en Trochtelfingen il-y-a plusieurs Heinzelmann), les Margraff de Adelsheim, les Pfaff de Laingen ou Vaingen (peut être Vaihingen-sur-l'Enz ou Stuttgart-Vaihingen), les Luck (Lueg) de Simelthal et Buttersheim, les Schilling de Herxenweiher.
Un des aspects les plus intéressants de cette recherche a  été de constater le même phénomène pour les villages voisins de Wintzenbach, Crœttwiller et Niederrœdern.

### Héraldique
| Blason de Eberbach-Seltz | Blason  | De sinople aux trois hures de sanglier d'argent. |
| Blason de Eberbach-Seltz | Détails |                                                  |

## Politique et administration
| Période                                  | Période                   | Identité                                      | Étiquette | Qualité |
| ---------------------------------------- | ------------------------- | --------------------------------------------- | --------- | ------- |
| 2001                                     | 2008                      | Paul Joerger                                  |           |         |
| 2008                                     | 2014                      | Antoine Haeussler                             |           |         |
| 2014                                     | En cours (au 31 mai 2020) | Pascal Stoltz, Réélu pour le mandat 2020-2026 |           |         |
| Les données manquantes sont à compléter. |                           |                                               |           |         |

## Démographie
L'évolution du nombre d'habitants est connue à travers les recensements de la population effectués dans la commune depuis 1793. Pour les communes de moins de 10 000 habitants, une enquête de recensement portant sur toute la population est réalisée tous les cinq ans, les populations de référence des années intermédiaires étant quant à elles estimées par interpolation ou extrapolation. Pour la commune, le premier recensement exhaustif entrant dans le cadre du nouveau dispositif a été réalisé en 2006.

En 2022, la commune comptait 433 habitants, en évolution de +3,59 % par rapport à 2016 (Bas-Rhin : +3,17 %, France hors Mayotte : +2,11 %).
| 1793 | 1800 | 1806 | 1821 | 1831 | 1836 | 1841 | 1846 | 1851 |
| ---- | ---- | ---- | ---- | ---- | ---- | ---- | ---- | ---- |
| 224  | 349  | 405  | 613  | 618  | 614  | 560  | 606  | 581  |

| 1856 | 1861 | 1866 | 1871 | 1875 | 1880 | 1885 | 1890 | 1895 |
| ---- | ---- | ---- | ---- | ---- | ---- | ---- | ---- | ---- |
| 485  | 490  | 492  | 509  | 504  | 519  | 480  | 465  | 426  |

| 1900 | 1905 | 1910 | 1921 | 1926 | 1931 | 1936 | 1946 | 1954 |
| ---- | ---- | ---- | ---- | ---- | ---- | ---- | ---- | ---- |
| 438  | 401  | 403  | 406  | 411  | 383  | 357  | 344  | 315  |

| 1962 | 1968 | 1975 | 1982 | 1990 | 1999 | 2006 | 2011 | 2016 |
| ---- | ---- | ---- | ---- | ---- | ---- | ---- | ---- | ---- |
| 320  | 318  | 294  | 300  | 311  | 373  | 387  | 433  | 418  |

| 2021 | 2022 | - | - | - | - | - | - | - |
| ---- | ---- | - | - | - | - | - | - | - |
| 429  | 433  | - | - | - | - | - | - | - |

## Lieux et monuments

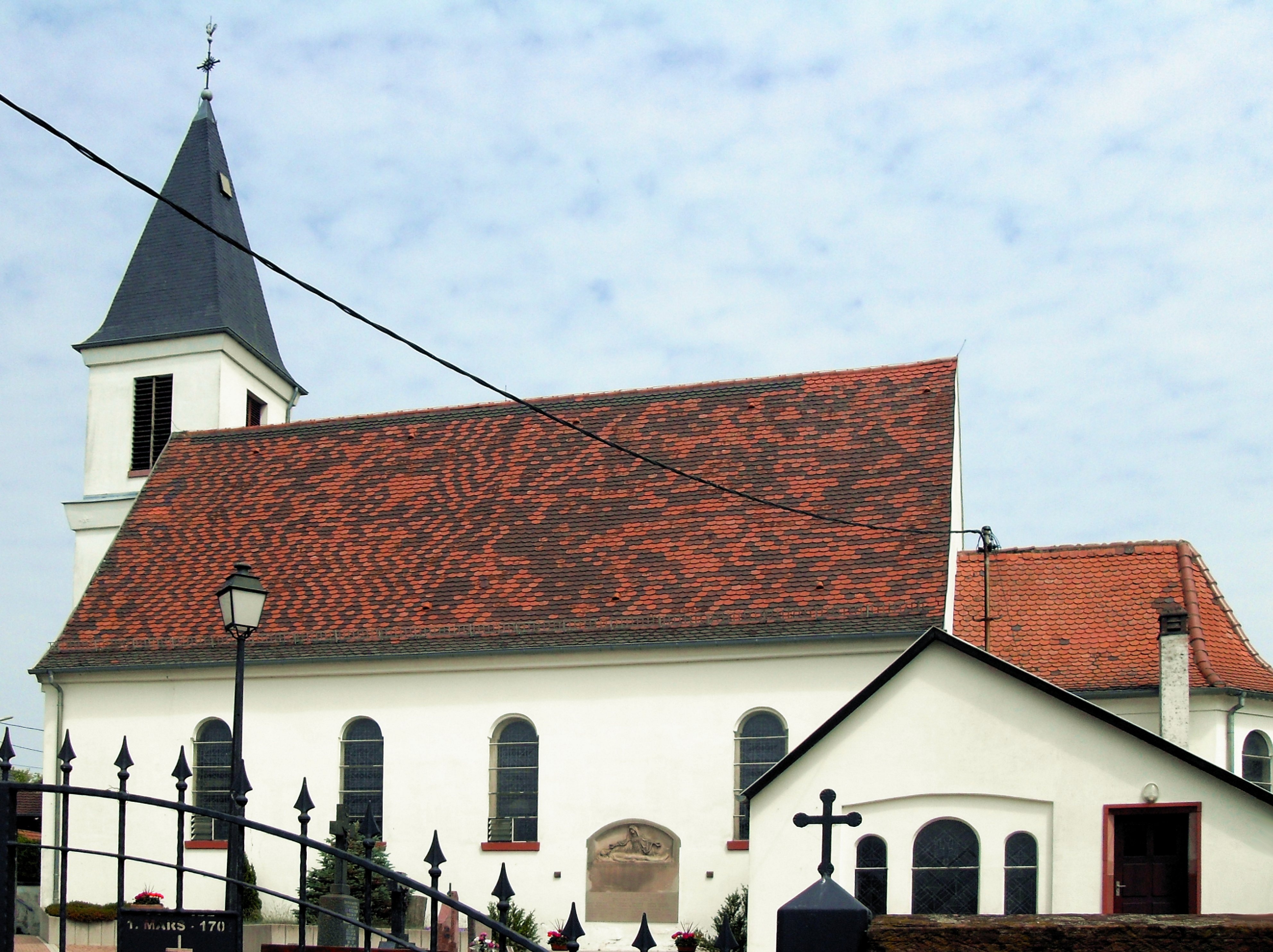
L'église Saint-Louis.

- La mairie (ancienne caisse CMDP et laiterie).
- Le complexe sportif avec 1 stade de football, 2 terrains de tennis et 3 terrains de pétanque.
- L'église et son cimetière.
- Le tilleul au centre du village (Tilleul des trois empereurs, planté en 1888).
- Le banc Napoléon en direction de Crœttwiller.
- Le point de vue situé entre Crœttwiller et Eberbach-Près-Seltz.